# للسل فيرته (كيبك)
للسل فيرته (بالإنجليزية: L'Isle-Verte, Quebec)‏ هي بلدية محلية في كيبيك تقع في كندا في Rivière-du-Loup Regional County Municipality. يقدر عدد سكانها بـ 1,469 نسمة ومساحتها 222.00 كم2 .

## أعلام
- تشارلز برتراند